# Domeinnamenregister
Een domeinnamenregister, ook domain name registry of kortweg registry genoemd, is een register van internet-domeinnamen voor een topleveldomein, of de organisatie die dit register beheert (ook wel network information center geheten).
Een registry ontleent zijn autoriteit aan ICANN, die voor de IANA het systeem van domeinnamen beheert en die verantwoordelijkheid (deels) kan delegeren aan andere organisaties.
Voor landgebonden topleveldomeinnamen zijn dit meestal nationale organisaties. Voor Nederland (.nl) is dit thans de SIDN, voor België (.be) is dit DNS.be.
Voor 'generieke' topleveldomeinen (gTLD's) zoals .com en .org is de verantwoordelijkheid bijvoorbeeld gedelegeerd aan commerciële bedrijven, stichtingen of de Amerikaanse overheid. Voor de oorspronkelijke zeven gTLD's is dat als volgt geregeld:
| Domein | Doelgroep                   | Registry                                                     |
| ------ | --------------------------- | ------------------------------------------------------------ |
| .com   | Bedrijven                   | Verisign (bedrijf)                                           |
| .edu   | Onderwijsinstellingen       | Educause (non-profitorganisatie)                             |
| .gov   | Federale overheid van de VS | GSA (onderdeel van de federale overheid van de VS)           |
| .int   | Internationale organisaties | IANA (non-profitorganisatie)                                 |
| .mil   | Krijgsmacht van de VS       | DISA (onderdeel van het Amerikaanse ministerie van Defensie) |
| .net   | Algemeen                    | Verisign (bedrijf)                                           |
| .org   | Organisaties                | Public Interest Registry                                     |